# Instituto Max Planck de Ciências Humanas Cognitivas e do Cérebro

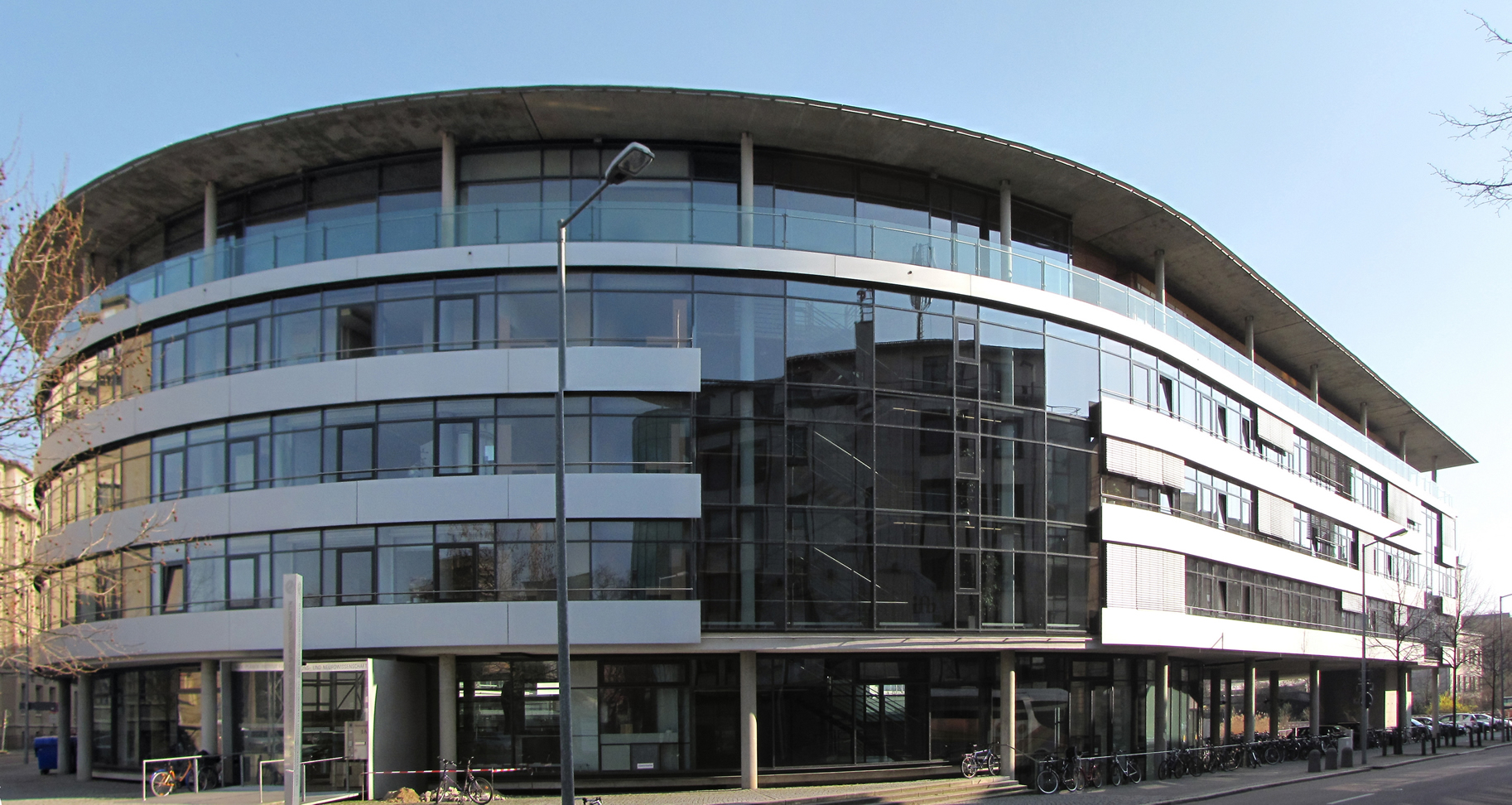
Instituto Max Planck de Ciências Humanas Cognitivas e do Cérebro em Leipzig

O Instituto Max Planck de Ciências Humanas Cognitivas e do Cérebro está localizado em Leipzig, Alemanha. O instituto foi fundado em 2004 por uma fusão entre o antigo Instituto Max Planck de Neurociência Cognitiva em Leipzig e o Instituto Max Planck de Pesquisa Psicológica em Munique. É um dos 83 institutos da Sociedade Max Planck (Max Planck Gesellschaft).

## Departamentos
- Neuropsicologia - Diretora: Professora Angela D. Friederici
- Neurologia - Diretor: Professor Arno Villringer
- Neurofísica - Diretor: Professor Nikolaus Weiskopf
- Psicologia - Diretor: Professor Christian Doeller

## Ex-departamentos
- Neurociência Social - Diretor: Professora Tania Singer
- Neurofísica - Diretor: Professor Robert Turner
- Psicologia - Diretor: Professor Wolfgang Prinz
- Neurologia Cognitiva - Diretor: Professor D. Yves von Cramon